# معالجة دوائية

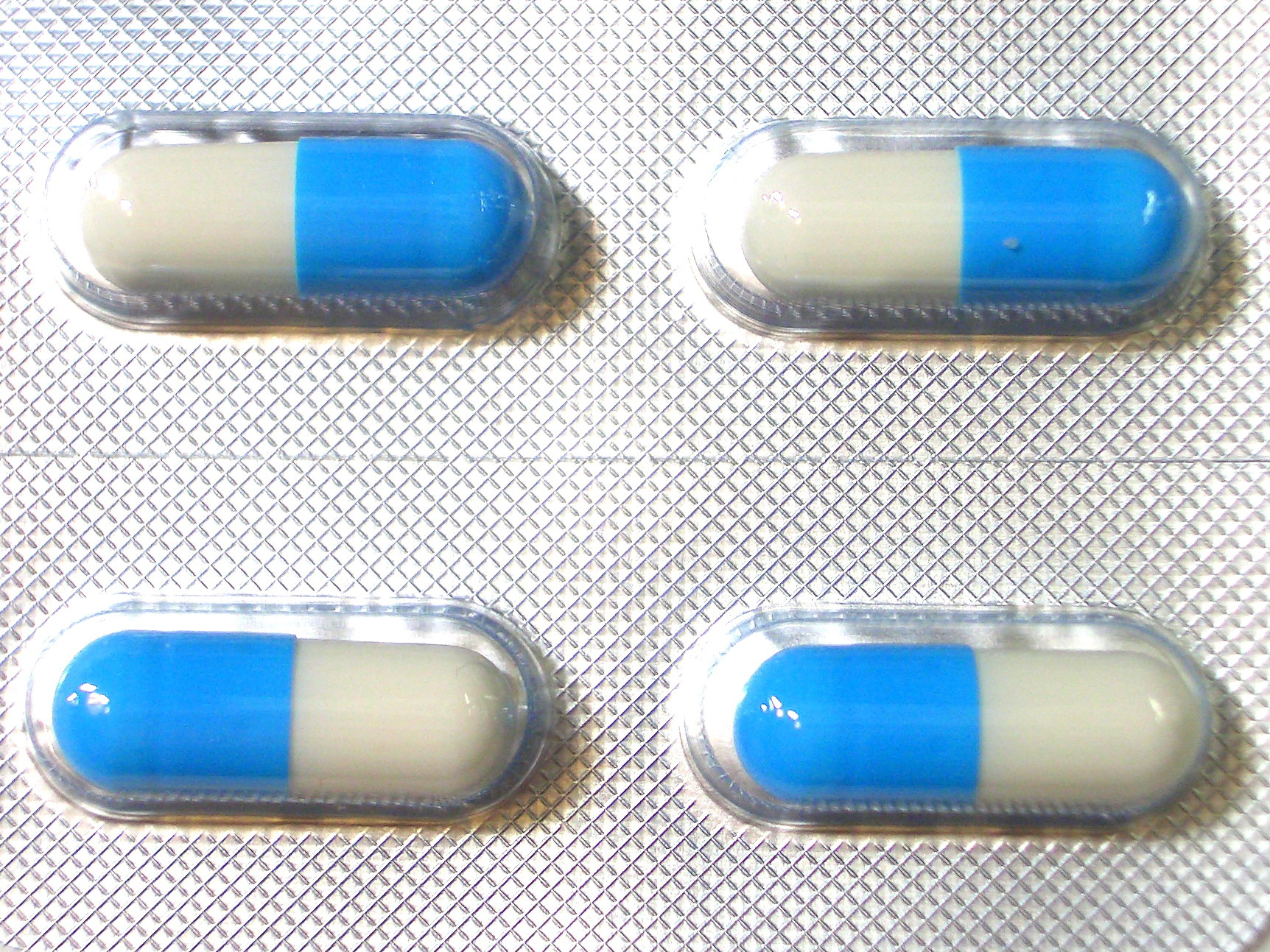

المعالجة الدوائية هي علاج مرض ما من خلال تناول الأدوية. ومن ثم، فإنها تُعتبر جزءًا من فئة أكبر من العلاج.
الصيادلة هم خبراء في المعالجة الدوائية ومسؤولون عن ضمان الاستخدام الآمن والسليم والاقتصادي للأدوية. وتقع على عاتق الصيادلة بوصفهم متخصصين في المعالجة الدوائية مسؤولية رعاية المرضى المباشرة، وغالبًا ما يعملون كأعضاء ضمن فريق عمل متعدد التخصصات ويكونون المصدر الرئيسي للمعلومات المرتبطة بالأدوية لغيرهم من أخصائيي الرعاية الصحية.
ويمكن للصيدلي بالولايات المتحدة الأمريكية الحصول على شهادة البورد في مجال المعالجة الدوائية عند استيفاء متطلبات الاستحقاق واجتياز اختبار الحصول على الشهادة.
على الرغم من أن الصيادلة يقدمون معلومات قيمة حول الأدوية للمرضى وأخصائيي الرعاية الصحية، إلا أن شركات التأمين لا تعتبرهم في العادة من مقدمي المعالجة الدوائية الذين يغطيهم التأمين.